# Monica Bandini
Monica Bandini   (Faenza, 16 de novembre de 1964 - Forlì, 19 d'abril de 2021) va ser una ciclista italiana. Del seu palmarès destaquen tres medalles, una d'elles d'or, als Campionats del Món en contrarellotge per equips.

## Palmarès
- 1988
  -  Campiona del món en contrarellotge per equips (amb Roberta Bonanomi, Maria Canins i Francesca Galli)
- 1991
  - 1a a la Volta a Cuba i vencedora de 4 etapes
- 1998
  - 1a al Giro del Trentino
  - 1a al Gran Premi Cantó d'Aargau